# Giubiasco
Giubiasco é uma comuna da Suíça, no Cantão Tessino, com cerca de 7.972 habitantes. Estende-se por uma área de 6,23 km², de densidade populacional de 1.280 hab/km². Confina com as seguintes comunas: Bellinzona, Camorino, Gudo, Monte Carasso, Pianezzo, Sant'Antonino, Sementina.
A língua oficial nesta comuna é o Italiano.